# Paulo Mendes da Rocha
Pour les articles homonymes, voir Rocha.
 (octobre 2018).
Paulo Mendes da Rocha, né le 25 octobre 1928 à Vitória dans l'État d'Espírito Santo et mort le 23 mai 2021 à São Paulo, est un architecte brésilien.

## Son œuvre
Paulo Mendes da Rocha fait partie du groupe des modernistes brésiliens qui ont créé un style particulier, à la fois international mais ancré dans l'esprit brésilien. Ses lignes épurées reflètent l'esprit de São Paulo, la capitale économique du pays, et son style est assimilé à « l'architecture brutaliste pauliste », un mouvement de créateurs attachés aux formes et aux matériaux simples et à un certain ethos.

### Œuvres
- Musée national des carrosses à Lisbonne
- Gymnase du Paulista Athletic Club et son fauteuil Paulistano[2],[3] (1957)
- Musée brésilien de la sculpture à São Paulo (MuBE, Museu Brasileiro de Escultura)
- Pinacothèque de l'État de São Paulo, transformation du plus vieux musée des Beaux-Arts de São Paulo
- Pavillon du Brésil pour l'exposition universelle d'Ôsaka (1970)
- Rénovation de la gare de la Luz à São Paulo et projet du Musée de la Langue Portugaise
- Chapelle Sao Pedro (1987)
- Siège social du Jockey Club (Sede Social do Jóquei Clube, 1962) à Goiânia, Brésil

## Honneurs
Il se voit décerner, en 2006, le prestigieux prix Pritzker d'architecture. Il est le deuxième Brésilien après Oscar Niemeyer à recevoir cette récompense suprême, souvent surnommée le « Nobel de l'architecture ». En septembre 2016, il succède à Dominique Perrault et devient le nouveau lauréat du Praemium Imperiale.

## Sources
- Architecture - Paulo Mendes da Rocha reçoit le «Nobel de l'architecture»